# Коловский, Михаил Васильевич
Михаил Васильевич Коловский (род. 17 августа 1972) — российский рок-музыкант, тромбонист и тубист.

## Биография
Михаил Коловский родился в Ленинграде в музыкальной семье. Дед Коловский Олег Павлович, русский хоровой дирижёр, профессор Ленинградской консерватории (полифония, анализ форм, хор. аранжировка), автор хоровых обработок народных, революционных и массовых песен, статей о хоровом творчестве.
1987—1989 — обучался в Санкт-Петербургской детской школе искусств им. С. В. Рахманинова.
1989—1994 — студент Санкт-Петербургского музыкального колледжа имени М. П. Мусоргского.
1990 −1992 — служил в Адмиралтейском оркестре Ленинградской военно-морской базы.
1994—1999 — студент Санкт-Петербургской консерватории имени Н. А. Римского-Корсакова по классу тубы у Галузина Валентина Владимировича.
Параллельно с обучением работал в Оркестре музыкального театра Консерватории имени Н. А. Римского-Корсакова.

### Участник коллективов
- АукцЫон
- Санкт-Петербургский оркестр импровизации
- О. Р. К. (Озерский-Рубанов-Коловский)
- Хармс.live
- TinaKristina (NYC)
- Низкозвучные
- Ветровъ
- Оркестр АПозиции
- Shakin Manas (театр «Наш театр»)

Играл в оркестрах традиционного джаза, «Z-Ensemble», «Bastonada». Выступал с группами «Союз Космического Авангарда», «Надо подумать», «Народное ополчение», «Red Elvises» и «Killsonic». Также играл в составе проектов «КолЛеГа» (Коловский-Летов-Гаркуша), Дамо Судзуки, Famoudou Don Moye, «The Noise of Time», балет «Симон Маг».
Записывался с проектами «Ива Нова», «Red Elvises», «ЗГА», «Полковник и однополчане».

### АукцЫон
В качестве сессионного музыканта Михаил Коловский был приглашён «АукцЫоном» для записи альбома «Жилец вершин» (1995). В это время в группе развивался конфликт, в результате которого гитарист Дмитрий Матковский к концу года был отчислен из коллектива, и на его место взяли Коловского, ставшего единственным дипломированным музыкантом в составе.

Мы не та группа, которая вместо одного исполнителя сразу готова взять на его место другого, аналогичного плана. Нам, конечно, предлагали на замену разных гитаристов, но так получилось, что вместо гитариста мы взяли тубиста.
— Олег Гаркуша
С тех пор Михаил Коловский входит в основной состав «АукцЫона».